# Gorazd Škof
Gorazd Škof, slovenski rokometaš, * 11. julij 1977, Novo mesto.
Škof je 188 cm visoki rokometni vratar. Branil je za številne slovenske in tuje klube ter dolga leta, od 2001 do 2016, za slovensko izbrano vrsto.

## Igralna kariera

### Klub

#### Slovenija
Gorazd Škof je v karieri najprej branil za klube RK Brežice, RK Krško in RK Trimo Trebnje. Nato za RK Velenje do leta 2004 in Celje Pivovarna Laško med 2004 in 2008. Po dveh letih v Zagrebu se je vrnil v domovino v RK Koper, kjer je branil med letoma 2010 in 2012.

#### Francija
Leta 2013 je pričel igrati v Franciji. Najprej je igral za Créteil, nato za Nantes, s katerim je tri zaporedne sezone igral v pokalu EHF. V sezoni 2016/17 je branil barve za pariški PSG, ki velja za enega najmočnejših evropskih klubov.

#### Nemčija
Leta 2017 je kariero nadaljeval v nemškem prvoligašu HC Erlangen.
Sezono 2019/2020 je začel pri  avstrijskem SC Kelag Ferlach, kasneje se je pridružil nemškemu prvoligašu TSG Friesenheim - Die Eulen Ludwigshafen. Pri njem je odigral tudi svojo zadnjo tekmo in se 27. junija 2021 upokojil.

### Reprezentanca
Za slovensko reprezentanco je prvič nastopil 28. decembra 2001 na prijateljski tekmi proti tunizijski reprezentanci. Bil je tudi član srebrne reprezentance na Evropskem prvenstvu 2004 v Sloveniji. V starosti 39 let je nastopil na Olimpijskih igra 2016 v Riu in bil daleč najizkušenejši reprezentant v slovenski postavi. Tam je dobro opravil svoje vratarske zadolžitve in med drugim na tekmi proti domači Braziliji zbral 12 obramb.
Ob sklenitvi reprezentančne kariere zaseda peto mesto na lestvici nastopov za reprezentanco z 188 odigranimi tekmami in je drugi med vratarji, pred njim je le Beno Lapajne.
Januarja 2016 je potem, ko se je v decembru udeležil priprav za SP 2017, le te prekinil in končal reprezentančno kariero v starosti 39 let.

## Kariera
- RK Brežice
- Rokometni klub Krško
- RK Trimo Trebnje
- RK Gorenje Velenje, - 2004
- Celje Pivovarna Laško, 2004-2008
- RK Zagreb, 2008-2010
- RK Cimos Koper, 2010-2012
- US Créteil Handball, 2013-2013
- HBC Nantes, 2013-2016
- Paris Saint Germain, 2016-2017
- HC Erlangen 2017-2019
- SC Kelag Ferlach 2019
- Die Eulen Ludwigshafen 2019-2021